# Попович, Василий
Василий Попович (1833—1897) — болгарский поэт и журналист.

## Биография
Родился в Брэиле 18 октября 1833 года[по какому календарю?].
В 1846—1848 годах учился в болгарской школе в родном городе. В 1848 году поступил на службу в английское консульстве в Браиле.
В 1851—1856 годах учился во 2-й Киевской гимназии. В 1857 году стал студентом Киевского университета, но был вынужден уехать на родину. Однако вскоре вернулся в Россию.
С 1858 года учился на средства Славянского благотворительного общества «при пособии от гр. А. С. Уварова» на историко-филологическом факультете Московского университета.
После окончания московского университета в 1861 году вернулся на родину. Работал учителем в разных городах в Болгарии и Румынии. В 1869 году участвовал в учредительном собрании Болгарского литературного общества.
В 1872—1874 годах был учителем в школе в Велесе, где встретился с будущей женой Стоянкой Дудиковой, которая также преподавала там с 1870 года. После этого он до освобождения Болгарии преподавал в Пловдиве. В 1879 году стал преподавателем Военного училища в Софии.
С 1881 года был учителем русского языка у князя Александра Баттенберга.
В 1883 году стал членом «учебного совета» в болгарском Министерстве народного просвещения. В 1884 году был избран действительным членом Болгарского литературного общества.
Его стихотворения печатались в газетах «Братски труд», «Общи труд», «Българска Пчела» (1863), «Шутошь» (1873), «Марица» (1878), «Български Гласъ» (1880), «Витоша» (1879), «Селянинъ» (1879), «Балкан» (1883) и др. Лучшие его стихотворения были напечатаны в изданном им сборнике «Детска Гусла». Его стихотворения помещались во все учебные болгарские хрестоматии. В 1859 году он написал поэму «Монолог или мисли на Владиката Илариона напред да изгори Българскыте книги от книгохранителницата на Търновската митрополия».  Важнейшие его критические статьи напечатаны в журналах «Периодическое списание» и «Читалище», которое он основал вместе с Бончевым в 1870 году.
Умер 17 августа 1897 года[по какому календарю?] в Софии.